# Tóth Mihály (tanár)
Tóth Mihály (Kolozsvár, 1854. november 23. – Nagyvárad, 1941. február 1.) bölcseleti doktor, geológus, tanár, felsőleányiskolai igazgató.

## Élete
Középiskolai tanulmányait a kolozsvári református kollégiumban 1873-ban végezte; ugyanezen évben kezdte meg a Ferenc József egyetem bölcseleti szakán a természetrajzi tantárgyak tanulmányozását. Az egyetemi tanév második felében ösztöndíjas rendes tagja lett a tanítóképzőnek. 1876-ban állami ösztöndíjat nyert; 1877-ben letette a középiskolai tanári vizsgát a természetrajzból és vegytanból és bölcseletdoktori oklevelet szerzett; egyetemi tanpályája alatt két ízben nyert dolgozataival pályadíjat. 1877 őszén tanítóságra vállalkozott Mocs (Kolozs magyar) állami elemi iskolájánál. 1878-ban választotta Nagykőrös városa felső leányiskolájának igazgatójává; három évi itt működése után 1881 szeptember a nagyváradi községi polgári fiúiskolához rendes tanárnak, 1882-ben pedig ugyanazon intézet igazgatójává választották meg; igazgatósága alatt három évig az alsófokú kereskedelmi, tíz évig az alsófokú ipariskolának is igazgatója volt; ez utóbbi állásáról leköszönvén, tiszteletbeli ipariskolai igazgatói címet nyert. 1901-ben a nagyváradi magyar királyi állami főreáliskolához rendes tanárrá nevezték ki.
A geológiai szakoktatás körében elismerésre szolgáló működése az, melyet a Geologiai szemléltető képei terjesztésével kifejtett és ezen egészen eredeti szemével és annak kivitelével megelőzte a külföldet. Eredeti nyers kőzetanyagból készített relief képei méltó feltűnést és elismerést keltettek. Az 1900. évi hazai tanszerkiállításon Temesváron elismerő oklevéllel, az 1900. évi párizsi kiállításon bronz és közreműködői ezüst éremmel tüntették ki.
Püspökfürdő és környékén negyedidőszaki kövületeket kutatott, felfedezte a Betfia melletti pleisztocén ősgerinces lelőhelyet, a Körös-vidék növényvilágát is tanulmányaozta. Több kövült állatfajt is elneveztek róla (Melanopsis tothi BRUSINA csiga, Palergosteon tothi KRETZOI madár, Pliolagus tothi KRETZOI emlős).
Cikkeit részben Ádám Gerzson felsorolja munkájában; a Nagyváradi községi iskoláinak Értesítőjében (1886. Polgári iskola és kereskedelmi szakoktatásnak, 1888. Néhány szó az iparoktatásunk akadályairól); a nagyváradi alsófokú ipariskola Értesítőjében (1891. Az ipariskolai Értesítőkben megjelent értekezések 1885-1890-ig).

## Munkái
- Kolozsvár környékének kőzetei és ásványai tekintettel ipari alkalmazhatóságukra. Tudori értekezés. Kolozsvár, 1877. (Erdélyi Múzeumegylet Évkönyve. Uj F. II. 2. sz.)
- A talaj. (Termőföld) különös tekintettel a mezőgazdaságra. Nagyvárad, 1894.
- Az élelmiszerek hamisításáról. Uo. 1897.